# IF Skade
IF Skade är en idrottsförening i Gävle, bildad 1941. Från början en kvinnlig idrottsförening med handboll, friidrott, skidor och orientering på programmet. De första månaderna hette klubben Kvinnliga idrottsföreningen Start men bytte till IF Skade snart, döpt efter den nordisk mytologiska gudomligheten Skade. Man tog upp även fotboll på programmet och 1973 fick män bli medlemmar i klubben.
IF Skade var mycket framgångsrika i handboll. Carin Engvall var en drivande ledare i klubben, hon ledde handbollen 1951 till 1964. När allsvenskan startade 1971 spelade man där till 1982, med undantag för säsongerna 1974/1975 och 1975/1976. Laget nådde SM-final 1981 men förlorade mot Stockholmspolisens IF.
Dominerande spelargestalter i Skade IF var landslagsstjärnan Maja Andersson och de landslagsmeriterade Inger Frisk (åtta landskamper 1978), Eja Magnusson och Ann Larsson (21 landskamper 1978-1981). Anna-Lena Pihl debuterade 1980 som 15-åring målvakt i laget.
Idag är handbollen en vilande sektion i föreningen och det är friidrotten är den aktivaste sektionen och även inom friidrotten har klubben hävdat sig väl. Åsa Westman, spjutkastare, Siv Dahlgren flerfaldig mästare i längdhopp utan ansats, Gun Olsson, sprinter och häcklöpare, samt Lisbeth Engström, medeldistans för att nämna några.